# Square Enix Europe
Square Enix Limited, formalmente conhecida como Square Enix Europe (abreviada como SEE ou SE Europe), é uma divisão de jogos eletrônicos da Square Enix baseada no Reino Unido em Southwark, Londres. É a área ocidental da empresa japonesa, que possui suas próprias franquias, além de distribui-las e publicar seus próprios produtos, bem como supervisiona, cuida e gerencia suas próprias subsidiárias ao redor do Reino Unido, Estados Unidos, China e Canadá.
A empresa foi fundada como Domark em 1984 por Mark Strachan e Dominic Wheatley. Em 1995, a empresa foi adquirida pela Eidos e foi fundida com dois outros estúdios e renomeada Eidos Interactive no ano seguinte. A Eidos, por sua vez, foi adquirida pela SCi em 2005, e a Eidos Interactive foi vendida para a Square Enix em 2009.
Em 9 de novembro de 2009, a Square Enix concluiu a fusão de sua filial europeia existente com a Eidos Interactive, renomeando a empresa resultante de Square Enix Europe. Com a consolidação das divisões Ocidentais da Square Enix, Square Enix Ltd. (Europa) e Square Enix, Inc. (América do Norte) são coletivamente referidas como Square Enix West.

## Subsidiárias
| Nome                    | Localização                              | Fundação | Aquisição |
| ----------------------- | ---------------------------------------- | -------- | --------- |
| Crystal Dynamics        | Redwood City, Califórnia, Estados Unidos | 1992     | 1998      |
| Crystal Northwest       | Bellevue, Seattle, Estados Unidos        | 2018     | 2018      |
| Crystal Southwest       | Austin, Texas, Estados Unidos            | 2021     | 2021      |
| Eidos Montréal          | Montréal, Quebec, Canadá                 | 2007     | 2007      |
| Eidos Shanghai          | Shanghai, China                          | 2008     | 2008      |
| Eidos Sherbrooke        | Sherbrooke, Quebec, Canadá               | 2020     | 2020      |
| Square Enix Collective  | Blackfriars, Londres, Reino Unido        | 2014     | 2014      |
| Square Enix Los Angeles | El Segundo, Califórnia, Estados Unidos   | 2014     | 2014      |
| Square Enix Montréal    | Montréal, Quebec, Canadá                 | 2011     | 2011      |

## Ex-subsidiárias
- Beautiful Game Studios, em Londres, Inglaterra, Reino Unido; fundado em 2003, fechado em 2010.
- Core Design, em Derby, Derbyshire, Reino Unido; fundado em 1988, adquirido em 1996, vendido para a Rebellion Developments em 2006.
- Eidos Hungary, em Budapeste, Hungria; fundado em 2002, adquirido e renomeado em 2006, fechado em 2009.
- IO Interactive, em Copenhague, Região da Capital, Dinamarca; fundado em 1998, adquirido em 2004, tornou-se independente novamente em 2017.
- Ion Storm, em Austin, Texas, Estados Unidos; fundado em 1996, adquirido em 1999, fechado em 2005.
- Pivotal Games, em Bath, Somerset, Reino Unido; fundado em 2000, adquirido em 2003, fechado em 2008.
- Square Enix Europe London (antiga Eidos Interactive), em Londres, Inglaterra, Reino Unido; fundado em 1996, reaberto em 2008, fechado em 2010.

## Square Enix Los Angeles

Sede oficial da Square Enix Los Angeles, também conhecida como Square Enix, Inc., uma subsidiária da Square Enix Europe.

Square Enix, Inc. (conhecida e chamada formalmente de Square Enix Los Angeles ou Square Enix America) é uma subsidiária integral da Square Enix Europe, localizada em El Segundo, Califórnia, Estados Unidos. É o braço editorial norte-americano para os estúdios globais da Square Enix Europe, e emprega equipes em gerenciamento de marca, finanças, marketing de conteúdo, relações públicas, insights do consumidor, negócios, testes de controle de qualidade e muito mais. Foi aberta em 2014, e responde diretamente para sua controladora, Square Enix Europe.
A empresa administra e supervisa as produções dos estúdios Norte-Americanos da Square Enix Europe, bem como age como distribuidora e editora para jogos japoneses e europeus da Square Enix, em franquias como Final Fantasy, Dragon Quest, Tomb Raider, Deus Ex, Thief, Kingdom Hearts, Legacy of Kain, e vários outros.
Em 2018, a Square Enix Los Angeles empregava cerca de 170 funcionários.

## Ligações Externas
- Eidos plc corporate site